# Alisa Gallamowa
Alisa Michajłowna Gallamowa, ros. Алиса Михайловна Галлямова (ur. 18 stycznia 1972 w Kazaniu) – rosyjska szachistka pochodzenia tatarskiego, dwukrotna wicemistrzyni świata, posiadaczka tytułu arcymistrzyni oraz mistrza międzynarodowego, w latach 1992–1996 reprezentantka Ukrainy. Między 1993 a 2000 rokiem występowała pod nazwiskiem Gallamowa-Iwanczuk, będąc wówczas żoną Wasyla Iwanczuka.

## Kariera szachowa
W 1988 zdobyła w Baguio tytuł mistrzyni świata juniorek do lat 20, natomiast w następnym roku w Tunji medal brązowy (za Ketino Kachiani i Ildikó Mádl). Od 1990 jest stale obecna w rozgrywkach o tytuł mistrzyni świata. W tym roku podzieliła I miejsce na turnieju międzystrefowym w Azowie i po raz pierwszy wystąpiła w turnieju pretendentek, który rozegrany został w Bordżomi. Osiągnęła w nim duży sukces, zajmując III miejsce. W rozegranym rok później turnieju międzystrefowym w Suboticy zajęła IX miejsce i odpadła z dalszej walki. W kolejnym cyklu rozgrywek awansowała do turnieju pretendentek, zajmując w turnieju międzystrefowym w Dżakarcie (1993) II miejsce. Rok później po raz drugi osiągnęła duży sukces, zajmując w turnieju pretendentek w Tilburgu IV miejsce. Kolejny cykl przyniósł jej pierwszy tytuł wicemistrzyni świata: najpierw zajęła IV miejsce w turnieju międzystrefowym w Kiszyniowie (1995), następnie zwyciężyła w turnieju pretendentek w Groningen (1997) i zdobyła prawo do walki o mistrzostwo świata z Zsuzsą Polgár. Ponieważ Polgar nie doszła do porozumienia z FIDE odnośnie do warunków rozegrania meczu i z obrony tytułu zrezygnowała, rozegrała spotkanie z drugą zawodniczą z Groningen, Xie Jun. Mecz odbył się w roku 1999 w Kazaniu oraz Shenyang i zakończył się zwycięstwem Chinki 8½:6½. W kolejnych latach czterokrotnie uczestniczyła w mistrzostwach świata rozgrywanych systemem pucharowym, największy sukces odnosząc w roku 2006 w Jekaterynburgu, kiedy po raz drugi zdobyła tytuł wicemistrzyni świata. Po pokonaniu kolejnych pięciu przeciwniczek (w tym m.in. Iwety Radziewicz i Wiktorii Čmilytė), w finale spotkała się z Xu Yuhua, której uległa ½:2½.
W 1997 zdobyła tytuł indywidualnej mistrzyni Rosji, natomiast w 2002 brązowy medal mistrzostw Europy rozegranych w Warnie. W 2009 zdobyła drugi, natomiast w 2010 trzeci tytuł mistrzyni Rosji.
Wielokrotnie reprezentowała Rosję, jak również ZSRR i Ukrainę, w turniejach drużynowych, między innymi:
- pięciokrotnie na olimpiadach szachowych (w latach 1990, 1992, 1996, 2000, 2010); dziewięciokrotna medalistka: wspólnie z drużyną – złota (2010), dwukrotnie srebrna (1990, 1992) i dwukrotnie brązowa (1996, 2000) oraz indywidualnie – czterokrotnie srebrna (1990 – na III szachownicy, 1992 – za wynik rankingowy, 1992 – na I szachownicy, 2000 – za wynik rankingowy)[4]
- na drużynowych mistrzostwach świata (w roku 2013); medalistka: wspólnie z drużyną – brązowa (2013)[5]
- czterokrotnie na drużynowych mistrzostwach Europy (w latach 1992, 1997, 2003, 2005); sześciokrotna medalistka: wspólnie z drużyną – złota (1992) i dwukrotnie brązowa (2003, 2005) oraz indywidualnie – dwukrotnie złota (1992 – za wynik rankingowy, 1992 – na I szachownicy) i brązowa (2005 – na V szachownicy)[6].

Najwyższy wynik rankingowy w karierze osiągnęła 1 lipca 1998; mając 2560 punktów, zajęła wówczas 3. miejsce na światowej liście FIDE (za siostrami Polgár, Judit i Zsuzsą).